# Dendrobium swartzii
Dendrobium swartzii är en orkidéart som beskrevs av Alex Drum Hawkes och Alfonse Henry Heller. Dendrobium swartzii ingår i släktet Dendrobium, och familjen orkidéer. Inga underarter finns listade i Catalogue of Life.

## Bildgalleri

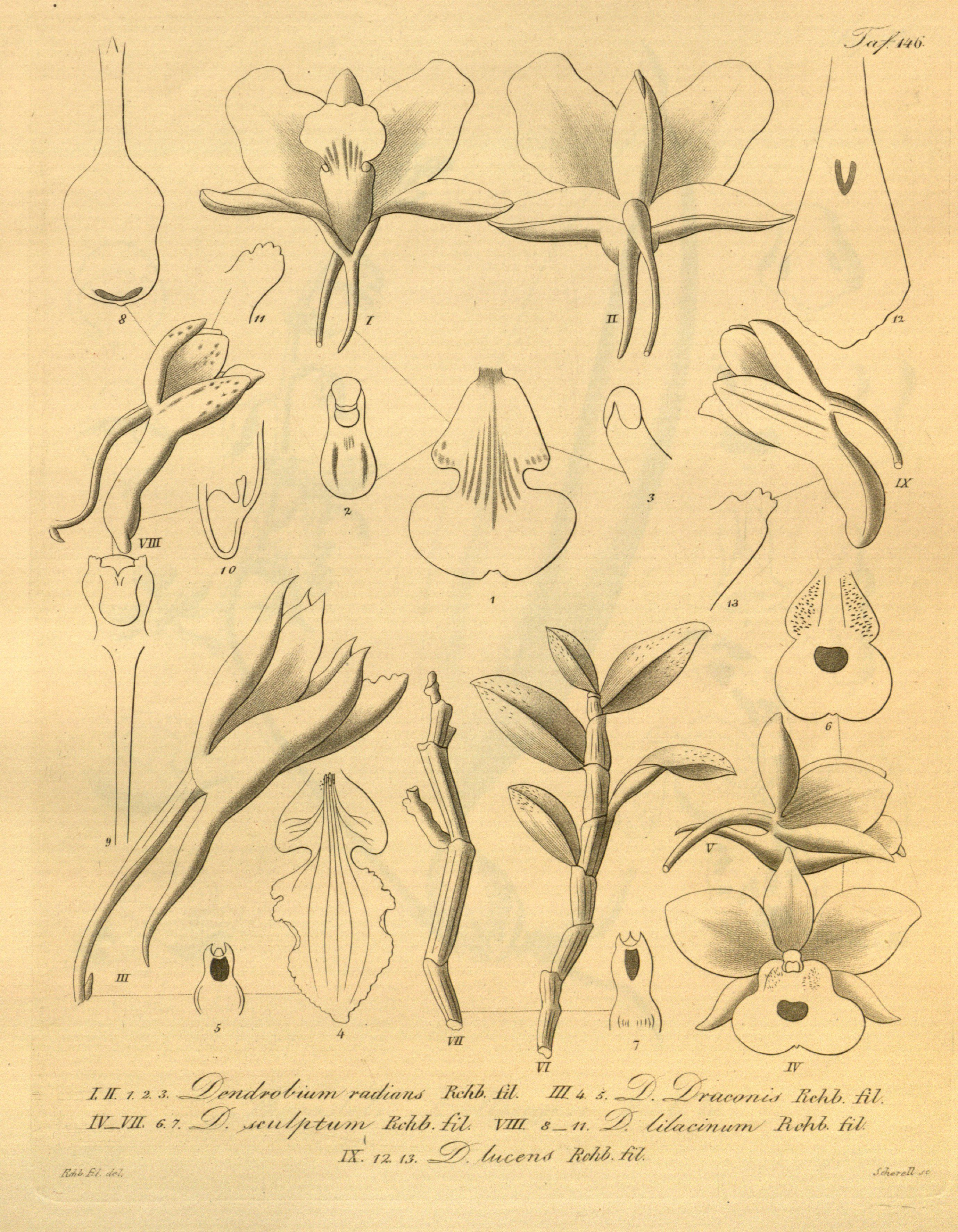